# 安顺府
安顺府，中国古代的府。

安顺府在贵州省的位置（1820年）

明朝万历三十年（1602年）升安顺州置安顺军民府，治所在今贵州省安顺市。清朝康熙二十六年（1687年）改为安顺府。辖境相当今安顺市境。1913年废。 
清朝為衝，繁，難。舊隸貴西道。提督駐。順治初，沿明制，為軍民府。康熙二十六年，裁「軍民」字。領廳二，州二，縣三：普定縣、清鎮縣、安平縣、鎮寧州、永寧州、郎岱廳、歸化廳。

## 延伸阅读
[在维基数据编辑]
 《欽定古今圖書集成·方輿彙編·職方典·安順府部》，出自陈梦雷《古今圖書集成》